# Slanské vrchy
Koordinaten: 48° 45′ N, 21° 30′ O

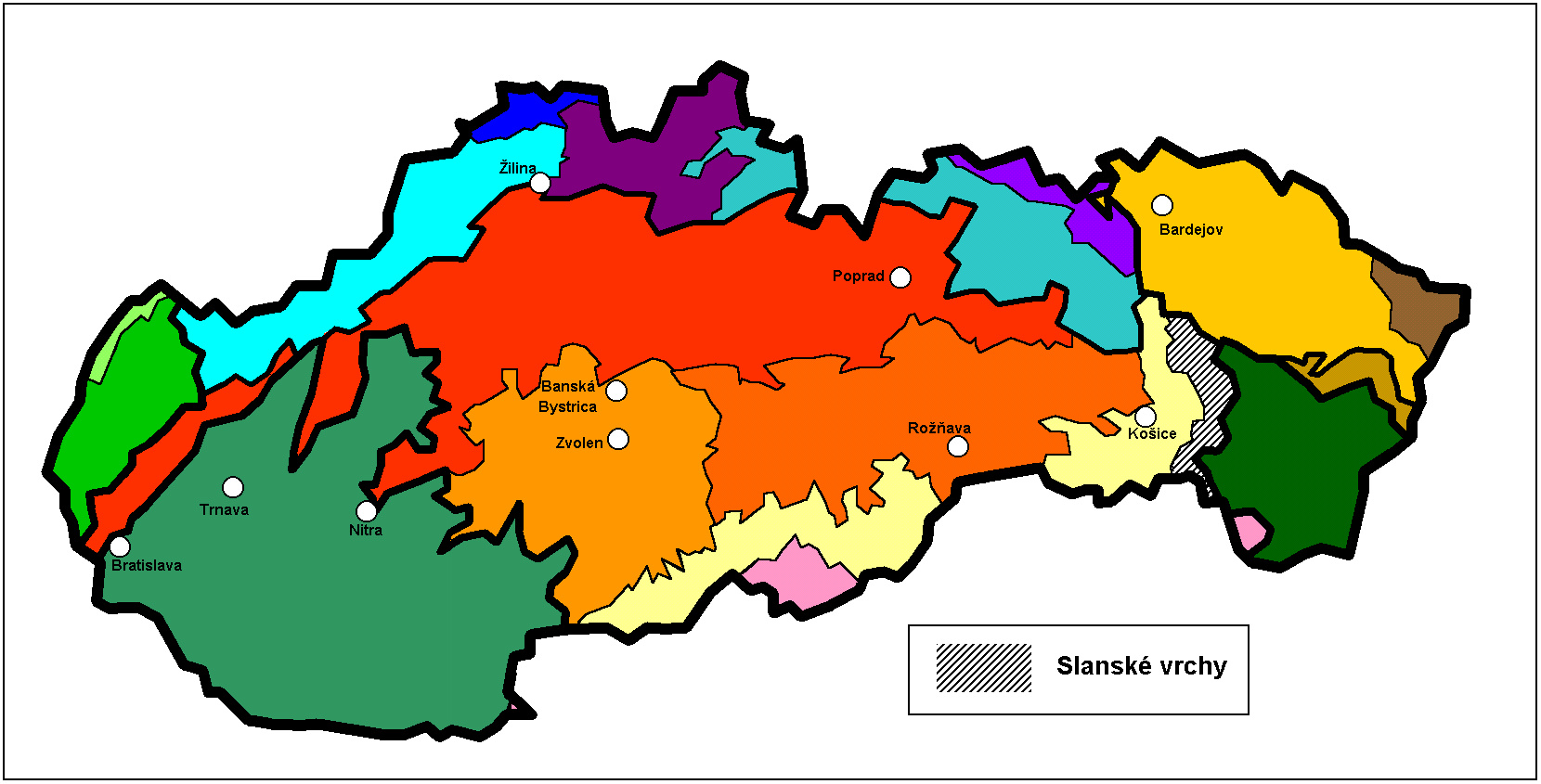
Slanské vrchy innerhalb der Geomorphologischen Einteilung der Slowakei

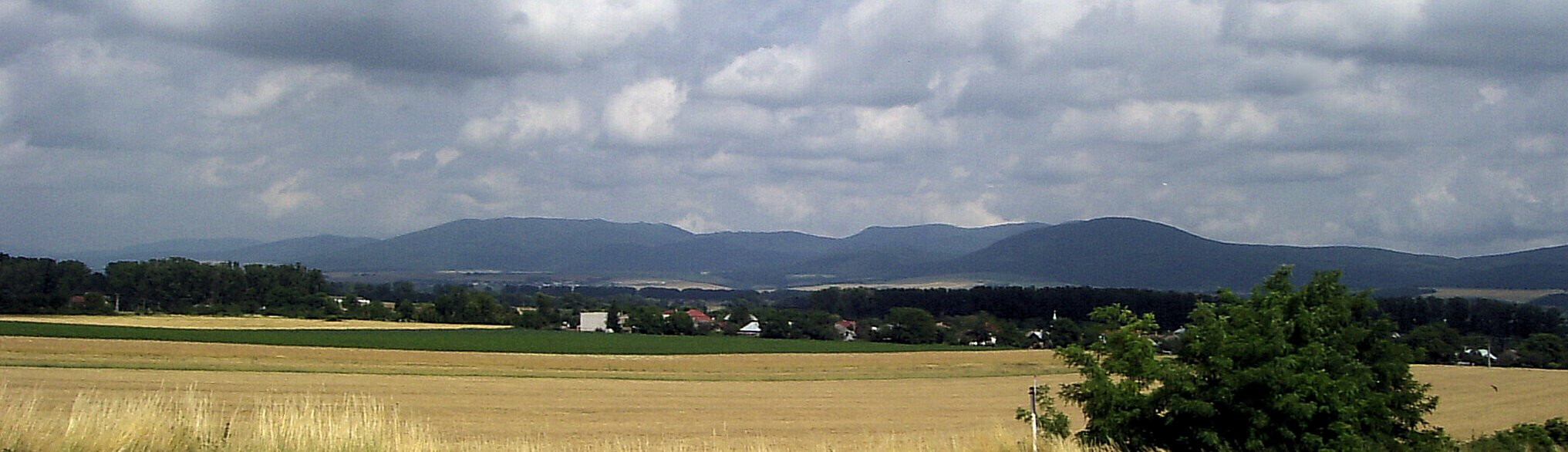
Blick über Milhosť nahe der slowakisch-ungarischen Grenze auf den Süden des Slanské vrchy

Slanské vrchy (früher auch Prešovské hory; ungarisch Szalánci-hegység), deutsch Sovarer Gebirge, Eperieser Gebirge, auch „Tokay-Eperieser Gebirge“, ist ein Gebirgszug in der Ostslowakei und hat seinen Namen vom im südlichen Teil gelegenen Ort Slanec.
Das zirka 50 Kilometer lange und 16 Kilometer breite Gebiet erstreckt sich südöstlich der Stadt Prešov zwischen dem Kaschauer Becken (Košická kotlina) und der Ostslowakischen Tiefebene in Nord-Süd-Richtung und wird von den Flüssen Topľa und Oľšava/Torysa flankiert.
Der Gebirge ist durchschnittlich 800–1000 Meter hoch (höchste Erhebung Šimonka mit 1092 Metern), bewaldet, besitzt einige Mineralquellen und verschiedene Bodenschätze wie Gold, Silber, Antimon oder die berühmten Opale von Dubník.
Einige Pässe durch das Gebirge sind z. B. der Herľany-Pass und der Dargovpass.